# مجيب الرحمن
كان مجيب الرحمن (17 مارس 1920 - 15 أغسطس 1975)، والمعروف شعبيًا بالبادئة الشرفية بانغا باندو (تعني حرفيًا «صديق البنغال»)، سياسيًا بنغلاديشيًا وثوريًا ورجل دولة وناشطًا وكاتب مذكرات. تبعًا لنشاطه السياسي، فقد شغل مجيب مناصب متوالية إما رئيسًا لبنغلاديش أو رئيسًا للوزراء من أبريل 1971 وحتى اغتياله في أغسطس 1975. قاد مجيب حركة الاستقلال البنغلاديشية بنجاح واستعاد السيادة البنغالية بعد أكثر من قرنين من الزمن في أعقاب معركة بلاسي عام 1757، والتي تلقى عليها التكريم بصفة «أبو الأمة» في بنغلاديش. وفي 2011، أشار التعديل الدستوري الخامس عشر في بنغلاديش إلى الشيخ مجيب باعتباره والد الأمة الذي أعلن الاستقلال؛ وقد نُص على هذه الشهادات في اللائحة الخامسة والسادسة والسابعة من الدستور. يُطلق أحيانًا على أيديولوجيته القومية البنغالية ونظرياته الاجتماعية والسياسية وعقائده السياسية اسم المجيبية.
برز مجيب ناشطًا طلابيًا في مقاطعة البنغال خلال السنوات الأخيرة من الحكم البريطاني. وكان عضوًا في رابطة مسلمي عموم الهند. وفي 1949، كان مجيب جزءًا من فصيل ليبرالي وعلماني ويساري أصبح فيما بعد حزب رابطة عوامي. وفي خمسينيات القرن العشرين، انتُخب مجيب إلى عضوية البرلمان الباكستاني حيث دافع عن حقوق البنغال الشرقية؛ وارتدى البدلات وربطات العنق؛ ووصف بأنه لبق وحسن المظهر. وبحلول ستينيات القرن ذاته، تحول مجيب إلى الزعيم الوطني لباكستان الشرقية، بمعطف مجيب المميز وفصاحته المؤثرة. وأصبح مشهورًا بمعارضته للتمييز السياسي والعرقي والمؤسساتي؛ وقيادة حركة الحكم الذاتي المكونة من ستة مطالب؛ وتحدي نظام المشير أيوب خان. وفي 1970، قاد مجيب رابطة عوامي للفوز بأول انتخابات عامة في باكستان. وعندما رفض المجلس العسكري الباكستاني نقل السلطة، ألقى خطاب السابع من مارس وأعلن حركة الاستقلال. خلال حرب التحرير البنغلاديشية عام 1971، أعلن مجيب استقلال بنغلاديش. وأعلن القوميون البنغاليون مجيب رئيسًا للحكومة المؤقتة في بنغلاديش، بينما كان محتجزًا في سجن في باكستان الغربية. عاد بطلًا إلى بنغلاديش في يناير 1972.
كان الشيخ مجيب، بصفته شعبويًا، أحد أكثر القادة الجذابين في العالم الثالث في مطلع سبعينيات القرن العشرين. أمضى مجيب أكثر من 12 عامًا ونصف من حياته السياسية في السجن أثناء الحكمين البريطاني والباكستاني. ونجح في تطبيع العلاقات الدبلوماسية مع معظم دول العالم، باتباع سياسة الصداقة تجاه الجميع وعدم الحقد على أحد. ووقع معاهدة صداقة مع الهند، وانضم إلى الكومنولث وحركة عدم الانحياز ومنظمة التعاون الإسلامي، وعارض نظام الفصل العنصري وأرسل وحدة طبية عسكرية خلال حرب أكتوبر. يشمل إرث مجيب دستور بنغلاديش العلماني وتحويل جهاز الدولة في باكستان الشرقية والبيروقراطية والقوات المسلحة والقضاء إلى دولة بنغلاديش المستقلة. ألقى أول خطاب بنغالي أمام الجمعية العامة للأمم المتحدة عام 1974. شكل نظام مجيب الذي دام خمس سنوات الفترة الاشتراكية الوحيدة في تاريخ بنغلاديش. وفي 1975، أقام مجيب الرحمن نظام دولة الحزب الواحد، الذي استمر سبعة أشهر حتى اغتياله.
لا يزال إرث مجيب مسببًا للانقسام بين البنغاليين بسبب سوء إدارته الاقتصادية، ومجاعة بنغلاديش عام 1974، وانتهاكات حقوق الإنسان، والاستبداد. وقد اتُهمت رابطة عوامي بتشجيع حالة من عبادة الشخصية حول مجيب. لكن معظم البنغاليين ينسبون الفضل إلى مجيب في قيادة البلاد إلى الاستقلال عام 1971. وفي استطلاع رأي أجرته هيئة الإذاعة البريطانية عام 2004، أُجمع بالتصويت على مجيب باعتباره أعظم بنغالي في كل العصور واحتل المرتبة الأولى في القائمة، يليه أول حائز على جائزة نوبل في آسيا رابندراناث طاغور (الثاني) والشاعر الوطني البنغالي كازي نذر الإسلام (الثالث). أدرجت اليونسكو على لائحتها خطاب مجيب الذي ألقاه في 7 مارس عام 1971 لقيمته التاريخية، وجرى تدوينه في سجل ذاكرة العالم - آسيا والمحيط الهادئ. نُشرت مذكراته ومذكرات رحلاته بعد سنوات عديدة من وفاته وتُرجمت إلى عدة لغات.

## نشأته
هو  مجيب الرحمن بن لطف الرحمن بن عبدالحميد بن قدرت الله بن برهان الدين بن جان محمود بن ظاهر الدين بن عبدالأول الدرويش البغدادي  يضاف لقب  الشيخ  تشريفاً لهذه العائلة حيث قدم جده السادس  عبدالأول الدرويش  من  بغداد  للدعوة إلى  الإسلام  في بلاد  البنغال  في  القرن الخامس عشر الميلادي  أواخر عهد  الدولة التيمورية  .
وقد ولد مجيب الرحمن في قرية «تونجيبار» والتي تبعد (97) كم جنوب غربي دكا، ودرس وتربَّى في مدارس الإرساليات التبشيرية، ثم التحق بجامعة كلكتا، ثم جامعة دكا حيث درس القانون.
أدى نشاطه السياسي إلى طرده من الجامعة واعتقاله، وبعد الإفراج عنه واصَل نشاطه السياسي وكان من المؤيدين لـ «محمد علي جناح» في تأسيس دولة باكستان التي انفصلت عن الهند عام 1947م، مكونة دولة مستقلة من جناحين هما:
الجناح الغربي: ويشمل ولايات السند والبنجاب الغربية وبلوشستان ومقاطعة الحدود الشمالية الغربية، ويُعرف هذا الجناح باسم «باكستان الغربية».

## حياته السياسية
تزعّم الشيخ مجيب الرحمن حزب «رابطة عوامي» التي تضم غالبية البنغاليين، ويدور برنامجه الحزبي حول ست نقاط أعلنها عام 1966، وغايتها النهائية هي الحصول على الحكم الذاتي لشرق باكستان، وتجريد الحكومة المركزية من سلطانها عدا الدفاع والسياسة الخارجية. وتتلخص هذه النقاط في:
- وضع دستور جديد لباكستان يقيم اتحادًا فيدراليًا حقيقيًا
- قيام نظام برلماني تتفوق فيه السلطة التشريعية المنتخبة انتخابًا مباشرًا
- إيجاد نظامين مستقلين ومنفصلين للنقد
- ضرورة أن يكون هناك سياسة مالية ونقدية لباكستان الشرقية
- إقرار حق باكستان الشرقية في إقامة ميليشيات عسكرية خارج إطار القوات النظامية
- نقل سلطة فرض الضرائب وجمع الإيرادات من الحكومة الفيدرالية إلى حكومة الاتحاد في باكستان الشرقية.

كانت هذه المبادئ التي أعلنها الشيخ مجيب تعني انفصالا تدريجيًا لباكستان الشرقية، خاصة أن مجيب الرحمن عمل على تقوية علاقاته بالهند العدو اللدود لباكستان، وكان هذا التقارب بين حزب عوامي والهند يعود لأسباب عملية، فالهند هي أكبر مستورد للجوت الباكستاني الشرقي، كما أنها المنفذ الوحيد للشطر الشرقي من باكستان للخروج إلى مياه المحيط الهندي.

## انتخابات 1970 والاستقلال
عندما أُجريت الانتخابات التشريعية في باكستان في ديسمبر 1970م، وكانت هذه الانتخابات أول تجربة ديمقراطية بعد الاستقلال وبعد حكم عسكري دام قرابة 22 عاما. فاز حزب «رابطة عوامي» بالأغلبية المطلقة؛ إذ حصل على (162) مقعدًا من أصل (313) مقعدًا هي جملة مقاعد الجمعية الوطنية، وبالتالي يحق له تشكيل الوزارة ورئاستها، وجاء في المرتبة الثانية حزب «الشعب» الذي يتزعمه «ذو الفقار علي بوتو»، ويضم في غالبيته العظمى الباكستانيين الغربيين.
وكلّفت الجمعية الوطنية بوضع دستور جديد للبلاد خلال (120) يومًا من تشكليها، وكان من الضروري أن يجتمع حزبا «رابطة عوامي» و«الشعب» لوضع الدستور، إلا أن التناقض في برنامج الحزبين كان عقبة كبيرة أمام ذلك، فحزب رابطة عوامي يتمسّك بنقاطه الست، وحزب الشعب يتمسك بوحدة باكستان، أما الرئيس الباكستاني «يحيى خان» فكان يؤيد مطالب حزب الشعب، ضد مطالب رابطة عوامي؛ لذا تفجّرت الخلافات بين شطري الدولة، وانفلت الزمام من يد الجميع، واشتعلت الحرب الأهلية بعد ما لا يزيد عن مائة يوم من أول انتخابات عامة وحرة في باكستان.
وبلغ من تشدد مجيب الرحمن وبوتو وتمسك كل منهما بموقفه حدّاً أصبحت معه إمكانية التسوية مستحيلة بعدما فشلا في الاتفاق على وضع الدستور الجديد.
وأدرك الشيخ مجيب الرحمن أن الأغلبية التي تؤيده لن تقبل الحكم العسكري أو التنازل عن نجاحها الساحق في الانتخابات؛ لذا دعا إلى الإضراب العام، ثم دعا ملايين البنغاليين إلى التضحية بحياتهم في سبيل القومية البنغالية؛ فانفجر العصيان المسلح في مارس 1971، وتدخلت قوات الجيش والشرطة الباكستانية في الشطر الشرقي، وسقط مئات الآلاف من القتلى البنغاليين، وارتكب الجيش أعمالا بشعة ضد المدنيين، منها مذبحة الصفوة التي قُتل فيها كثير من الأطباء وأساتذة الجامعات والكتاب البنغاليين.
أدّت هذه الحرب الأهلية إلى نزوح حوالي تسعة ملايين بنغالي أغلبهم من الهندوس إلى الهند، وتعاونوا مع الهنود على إعلان الحرب على باكستان، وإعلان قيام دولة بنغلاديش في 17 إبريل 1971 واتخذت من سوادانجا عاصمة لها، وألقي القبض على الشيخ مجيب الرحمن، غير أن تدخل الهند في الحرب ضد باكستان أدّى إلى هزيمة كبيرة للجيش الباكستاني في الشطر الشرقي، حيث استسلمت قواته التي تقدّر بـ (92) ألف جندي للقوات الهندية والبنغاليين.
ورفض مجيب الرحمن الدخول في مفاوضات مع «بوتو» ما دام في السجن، ورفض أن يتكلم إلا بعد أن يلتقي بشعبه، وفرضت عليه الإقامة الجبرية، وقُدِّم للمحاكمة بتهمة إثارة الحرب على باكستان، إلا أن وجود (92) ألف أسير باكستاني لدى البنغاليين والهنود عجّل بالإفراج عن «مجيب الرحمن»، فسافر فورًا إلى لندن، وعقد مؤتمرًا صحفيًا هناك، ثم انتقل إلى العاصمة الهندية، وتم استقباله هناك استقبالا حافلا.

## حكم بنغلاديش
عاد مجيب الرحمن إلى دكا، وقرر أن يتولى رئاسة الوزراء بنفسه، وأن يترك رئاسة الجمهورية لأبي سعيد شودري، وقطع مجيب الرحمن علاقات بنغلاديش بباكستان، ورفض عرضًا قدّمه له الرئيس الباكستاني بوتو بأن يتنازل له عن السلطة في سبيل المحافظة على وحدة باكستان، غير أنه أصرَّ على الانفصال فلم تعترف باكستان بدولته.
وقد أصدر مجيب الرحمن دستورًا مؤقتًا ركّز فيه سلطات الحكم بيده، وجعل من منصب رئيس الجمهورية صورة شرفية، وتولّى مجيب وزارات الدفاع والداخلية والإعلام وشؤون مجلس الوزراء، واتجه إلى إصدار قرارات بتأميم 70 % من محالج القطن الكبرى والجوت والشاي، ثم أعلن في 26 مارس 1972، تأميم المصارف والسكر.
كان مجيب الرحمن هو الحاكم الفعلي لبنغلاديش، وأطلق على نفسه «البانجو باندو» وتعني صديق البنغال، ثم قرر أن يتولى رئاسة البلاد في يناير 1975، وركّز جميع السلطات في يديه، ثم اعتمد نظام الحزب الواحد، وطارد المعارضة السياسية وجمّد الدستور، واتجه نحو الحكم المطلق، فأعلن حالة الطوارئ، وحل جميع التنظيمات السياسية، وفرض الرقابة على الصحافة، كل هذه الأمور قوّت جبهة المعارضين ضده وضد سياساته، وغذّت هذه المعارضة عدم التوازن في علاقات القوة بين العناصر والقوى داخل النظام السياسي، ولعل ذلك يرجع إلى حداثة الدولة التي لم يمض على مولدها أكثر من أربع سنوات فقط.

## انقلاب واغتيال
قام العسكريون بإجراء انقلاب عسكري ضده في 15 أغسطس 1975، ونصِّب خاندكار أحمد مشتاق رئيسًا للبلاد، وقُتل الشيخ مجيب الرحمن. وقد ترك الشيخ مجيب الرحمن خلفه ابنته الشيخة حسينة التي قادت المعارضة، وفاز حزبها رابطة عوامي في انتخابات 1996.

## روابط خارجية
- مجيب الرحمن على موقع IMDb (الإنجليزية)
- مجيب الرحمن على موقع الموسوعة البريطانية (الإنجليزية)
- مجيب الرحمن على موقع مونزينجر (الألمانية)
- مجيب الرحمن على موقع إن إن دي بي (الإنجليزية)